# 蔣同仁
蔣同仁（？—？年），字公甫，南直隶常州府武進縣人，軍籍。明朝政治人物。

## 生平
正德五年（1510年）庚午科應天府乡试第四十九名舉人，九年（1514年）甲戌科三甲第五十九名進士，授大理寺评事，升寺正，嘉靖初奉命按察福建监狱案件，多所平反。以議大禮，被廷杖。數年後，升湖广布政司参议，致仕归。